# Gonatium fuscum
Gonatium fuscum är en spindelart som beskrevs av Friedrich Wilhelm Bösenberg 1902. Gonatium fuscum ingår i släktet Gonatium och familjen täckvävarspindlar.
Artens utbredningsområde är Tyskland. Inga underarter finns listade i Catalogue of Life.